# Pień mózgu

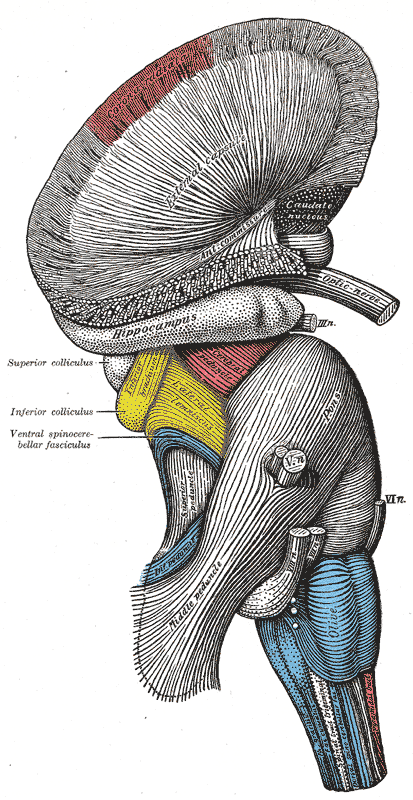
Pień mózgu

Pień mózgu (łac. truncus cerebri) – struktura anatomiczna ośrodkowego układu nerwowego, obejmująca wszystkie twory leżące na podstawie czaszki.
Jak cały ośrodkowy układ nerwowy jest otoczony błonami łącznotkankowymi, nazywanymi oponami. Oddzielają one pień mózgu od ścian jamy czaszki.
Częściami składowymi pnia mózgu są rdzeń przedłużony, most i śródmózgowie.
W pniu mózgu znajdują się liczne pierwotne ośrodki odpowiedzialne za utrzymanie funkcji życiowych. Znajduje się tam ośrodek oddychania, ośrodek wspomagania kończyn górnych i dolnych, ośrodek regulujący pracę serca, ośrodek regulujący ciśnienie tętnicze, ośrodek regulujący temperaturę organizmu, ośrodek regulujący metabolizm, ośrodki odruchowe wzroku i słuchu, ośrodek integracji bodźców ruchowych i czuciowych i twór siatkowaty pnia mózgu, odpowiedzialny za zdolność do czuwania, za stan przytomności i zdolność do wybudzania. Pień mózgu stanowi także skupienie ośrodków nerwowych dla następujących czynności odruchowych: ssanie, żucie, połykanie, wymioty, kichanie, kaszel, mruganie, pocenie się, regulowanie przemiany materii (wszystkie te odruchy są wrodzone i występują już u noworodków).